# Rifugio Mario Vazzoler
Il rifugio Mario Vazzoler al Col Negro di Pelsa è un rifugio situato nel comune di Taibon Agordino (BL), in val Corpassa. Sorge alle pendici del gruppo del monte Civetta, a 1.714 m s.l.m.

## Caratteristiche e informazioni
Ha una capienza di 80 posti letto nel periodo di apertura stagionale. Consente però anche nei periodi in cui la struttura è chiusa, di usufruire del bivacco invernale posto nelle immediate vicinanze, il quale può accogliere sette persone.

## Accessi
La via d'accesso più comoda è dal rifugio Capanna Trieste (1.135 m) raggiungibile in auto lungo una strada asfaltata che risale il corso del rio Corpassa. Si prosegue da qui a piedi lungo il sentiero 555, che è una strada sterrata privata. Il tempo di percorrenza dal parcheggio è di circa 1 ora e mezza.

## Alpinismo
Il rifugio Vazzoler è in posizione strategica all'imbocco della val Cantoni, nel cui fondo è posto il bivacco Cesare Tomè e donde è possibile salire alla Civetta per la via storica (III, 1.500 m di salita). Sopra il rifugio si aprono i Cantoni di Pelsa, un autentico paradiso di guglie e minuti pinnacoli su cui sono state tracciate numerosissime vie. Le vette più importanti sono:  Campanile Pian di Lora, Punta Agordo, Cima dell'Elefante, Cima del Bancòn, Torre e Gnomo di Babele.
A guardia della val Cantoni sono poste due grandiose torri, massicce e conosciute in tutto il mondo alpinistico: la Torre Venezia e la Torre Trieste.

### Torre Venezia
- Via normale: via storica, non difficile ma complicata che sale con difficoltà di IV (fessura Cozzi) la parete nord della Torre aggirandola sul fianco est. Aperta nel 1909 da Cozzi e Zanutti, conta una variante degna di nota, aperta da Attilio Tissi per la fessura parallela alla Cozzi con difficoltà di V+.
- Via Castiglioni: sale nel centro la parete ovest, per una cresta turrita e con difficoltà modeste (IV), arrampicata divertente e non troppo faticosa per 350 m di dislivello.
- Via Andrich-Faè: tipica via dell'epoca d'oro dell'alpinismo, aperta nel 1933 dalla cordata Alvise Andrich-Ernani Faè (che aprirono un anno dopo la difficilissima fessura sulla Punta Civetta, vedi Coldai) sale lo spigolo sud-ovest della torre con dirittura quasi rettilinea ed in completa arrampicata libera di V+ per 350 m.
- Via Ratti-Panzeri: via non diretta del 1936 che prova a risolvere il problema della parete sud della torre che con andatura obliqua dalla cengia della Andrich sale alle terrazze finali. Via di arrampicata libera molto rinomata, con un dislivello di 400 m (500 dalla base) e difficoltà di V+.
- Via Bob Kennedy: aperta nel 1968 dalla cordata Mauro-Minuzzo con arrampicata prevalentemente artificiale, anch'essa sale il lato sinistro della parete sud, incrocia la via Ratti e prosegue indipendente alla cima. Dislivello: 500 m e difficoltà di V e A1-A2
- Via Tissi: famosissima arrampicata libera delle Dolomiti in generale, aperta negli anni trenta e con difficoltà allora estreme. Conta numerosissime ripetizioni. Supera nel centro la grande parete sud, mantenendosi alla destra del gran diedro e salendo in cima per un lungo camino. Dislivello: 600 m, difficoltà di IV, V e una traversata di VI-.

I grandi problemi della parete sud della Torre Venezia quali il gran diedro della parete sud e lo spigolo sud-est sono stati risolti nel corso del ventennio 50-70 a più riprese, da parte di diverse cordate.
- Via Schubert: è la via che risolve il problema del grande diedro della parete sud, aperta negli anni sessanta da Pit Schubert con grande impiego di mezzi artificiali, raddrizza una precedente via di Giancarlo Biasin, 600 m di V, VI, A2, A3.
- Via Nardella-Scarabelli: è la via aperta da Tiziano Nardella ed Elio Scarabelli negli anni sessanta che risolve il problema dello spigolo sud-est, tracciata seguendo parzialmente una via precedente di G. Redaelli con largo impiego di mezzi artificiali, è di circa 550 m con difficoltà di VI+ e A2.
- Via della Libertà: aperta da Umberto Marampon sfacciatamente in linea retta, vince in faticosa arrampicata artificiale i grandi tetti della parete sud della Torre Venezia, la via si congiunge poi con la Ratti-Panzeri. 600 m di cui 300 di via nuova con passi di V+ e lunghi tratti di A2 con chiodi distanziati in tipico stile Marampon.

Sulle pareti della Torre Venezia sono state tracciate anche alcune vie sportive.

### Torre Trieste
- Via normale: è costituita da una serie di varianti trovate negli anni dai ripetitori e risulta dall'unione della via dei camini nella parte passa fino alla forcella della torre e dalla via dei primi salitori nella parte alta (Napoleone Cozzi e Alberto Zanutti). La via ha difficoltà sostenute di IV e V e non è frequentemente ripetuta, esposta alle scariche di sassi lungo i camini. Dislivello 500 m.
- Via Tissi: è la via spettacolare ed ardita che percorre la lama dello spigolo ovest della torre, in completa arrampicata libera. Ha difficoltà massime di V+, con un passo di VI ed è discontinua nei passaggi ma ha una lunghezza notevole di oltre 700 m di dislivello. La via, per non forzare in artificiale il risalto sommitale, esce lateralmente sul lato nord della guglia per imboccare il camino della via normale (camino Cozzi). Una variante più diretta è stata tracciata da Jean Couzy con difficoltà di VI e A1.
- Via Cassin: aperta dal grande alpinista Riccardo Cassin nel 1935 è una delle grandi scalate delle Alpi. La via sale il ben slanciato spigolo sud-est con una linea assai diretta e forzando in artificiale i passi più ardui. Tale ardita scalata sfrutta le prime lunghezze di corda lungo il fianco sud della via Carlesso per poi seguire il profilo arrotondato dello spigolo. Il percorso supera un dislivello di 700 m (sviluppo 900 m) con difficoltà costantemente sopra il V, con passi di VI misti a tratti in A1, A2. È stata superata in libera con difficoltà fino a VIII- (6c+).
- Via Carlesso: il capolavoro dell'alpinista rodigino Raffaele Carlesso, la via più ardua degli anni trenta (1934) ed una delle classiche estreme anche oggigiorno. La via attacca la torre dalla cengia inferiore, accanto al grande anfiteatro giallo che da verso il Vazzoler e mantenendosi sul suo fianco destro, con andatura obliqua verso sinistra si dirige verso il gigantesco camino a picco sulla parete sud. La via, molto lunga (1100 m di sviluppo per 700 m di dislivello) sale con difficoltà di libera ed artificiale di VI, VI+ e A2, A3, col famoso passo della placca coi chiodi ad espansione, passaggio chiave che permette di arrivare alla zona sommitale della torre. Percorsa in libera con numerosi passi di VII ed 1 di VIII- (6c+).
- Direttissima: aperta dalla fortissima cordata Piussi-Redaelli negli anni cinquanta è una delle vie più ardue delle Alpi e di sicuro la più grandiosa arrampicata artificiale. Il grande anfiteatro giallo della Torre Trieste, chiuso in alto da enormi fasce strapiombanti, fu vinto nel centro grazie a 420 chiodi, ad espansione compresi e cunei di legno e con 4 giorni di permanenza in parete con bivacchi in posizioni precarie. La via poi finisce nel grande camino d'uscita della Carlesso. La via supera 800 m di dislivello con, attualmente, difficoltà di VI, VII in libera ed A3 in artificiale, con passi arrischiati per roccia friabile. È stata percorsa in arrampicata libera da Rolando Larcher con difficoltà di 7b su roccia marcia. La via verrà liberata nel 2003 da Rolando Larcher con difficoltà dichiarate di 7b su roccia marcia.[1]

Ad aumentare la grandiosità della Torre Trieste, detta la "torre delle torri", c'è anche la discesa, conosciuta come una delle più complesse delle Dolomiti. Sui suoi fianchi sono stati tracciati anche itinerari sportivi.

## Busazza
Presenta verso il rifugio Vazzoler una parete di 1000 m, uno dei grandi appicchi delle Dolomiti.
- Spigolo della Busazza è stata la prima via a violarne la parete nel 1929 ed è considerata la risposta italiana al VI gradi di Solleder sulla parete nord-ovest. Aperta da Leo Rittler, Renzo Videsott e Domenico Rudatis, segue a grandi linee lo spigolo per una successione di camini e canali con difficoltà di V+ ed 1 passo di VI nel primo grande camino, vinto da Renzo Videsott.
- Castiglioni-Gilberti altra grande via della Busazza che segue le fessure a destra della parete, tracciata dalla fortissima cordata di Celso Gilberti ed Ettore Castiglioni "...di corsa, non so qual diavolo avessimo alle calcagna..." nel 1931. Sono 600 m di V+ sostenuto e 400 di zoccolo friabile.
- Casarotto, aperta da Renato Casarotto e compagni partendo da un tentativo di Armando Aste, è una delle vie più dure del gruppo ed una delle prime vie di VII delle Dolomiti. Liberata con difficoltà di VIII, sale al centro della parete imboccando le uniche fessure che solcano la placca gialla per un totale di 1000 fino al VII e A2.
- Cozzolino-Casale, si tratta di una brillante vittoria di Enzo Cozzolino con Adelchi Casale che sale la serie di fessure all'estremità sinistra della grande parete, 1000 m con passi fino al VI+ ed 1 passaggio di A1, sono stati usati pochissimi chiodi.
- Angelo Bozzetti, è la via che sale il grande diedro dell'antecima della Busazza, aperta nel 1964 da Armando Aste e Franco Solina, 800 m con difficoltà fino al VI.

Altri itinerari sono stati tracciati anche sulla parete meridionale, a destra del grande spigolo e terminano sulle varie antecime.

## Traversate
Dal rifugio è possibile traversare il gruppo in direzione del Coldai, passando per il rifugio Tissi e la val Civetta in circa 3 h (diff. E).
Prendendo per il Van delle Sasse è possibile anche raggiungere il rifugio Sonino al Coldai con percorso ben più lungo di circa 4,30 h (diff. EE) od altrimenti raggiungere il rifugio Maria Vittoria Torrani tramite la via ferrata Tissi (diff. EEA).